# Jim Sheridan
Jim Sheridan, född 6 februari 1949 i Dublin, Irland, är en flerfaldigt Oscarsnominerad regissör, manusförfattare och producent. Sheridan långfilmsdebuterade 1989 med Min vänstra fot som nominerades till fem Oscars. Förutom nomineringar för bästa manliga huvudroll (Daniel Day-Lewis), bästa kvinnliga biroll (Brenda Fricker) och bästa film nominerades Sheridan för bästa regi och bästa manus efter förlaga. Sheridans film I faderns namn från 1993 nominerades till sju Oscars och Sheridan blev återigen nominerad för bästa regi och bästa manus efter förlaga. 2003 blev Sheridan för tredje gången Oscarsnominerad med filmen Drömmarnas land, den här gången för bästa originalmanus.

## Filmografi (urval)
- 1989 – Min vänstra fot
- 1993 – I faderns namn
- 2002 – Drömmarnas land
- 2009 – Brothers